# Bindningslära
Bindningslära är den teoretiska läran om hur varp och inslag fungerar tillsammans. 
Enkel bindning: ("enkel" används i betydelsen oförvanskad). Det finns tre olika bindningar i vävning ur vilka alla andra bindningsmönster har utvecklats och kan härledas: tuskaft (=lärftbindning) i linneväverier och taftbindning i sidenväverier), kypert och satin (=atlas) som alla i sin tur kan varieras till olika vävtekniker. 
Förstärkt bindning: När antingen två varpsystem eller två inslagssystem används. (Till exempel sammet, förmodligen ingår också daldräll, rosengång, upphämta o.s.v..)
Dubbel bindning: När minst två varpsystem och två inslagssystem används (se rundväv och dubbelväv)
Med dagens moderna datorprogram för vävning har bindningsläran i högre grad blivit tillgänglig även för hobbyvävare eftersom de medger att man provar en idé om uppsättning/solvning/uppknytning/inslag utan att för den skull behöva göra den omständliga procedur det är att prova i en vävstol.
I bindningsläran ingår, utöver grunderna i vävtekniken och de vanliga vävteknikerna, att skapa insikter i hur mer avancerade bindemönster ser ut, vad bindepunkterna är, hur en bindevarp är konstruerad o.s.v..

## Anbindning
Anbindning, tillämpas då två vävda tyger vävs ihop till en fast vävnad. Man brukar skilja mellan:
- varpanbindning: man binder rätvarpstrådarna under aviginslagen med små näst som placeras så osynligt som möjligt.
- inslagsanbindning: man binder undervävens varptrådar över rätinslagen.

## Avbindetråd
Avbindetråd, förekommer framför allt i vävnader med mönsterinslag. För att undvika för långa flotteringar binds inslagen ner i väven och gör att vävnaden blir starkare och fastare.
Daldrällar, som är en slags halvdräll, fordrar en avbindetråd för att få ner mönsterinslaget i vävnaden.

## Bindemönster
Bindemönster (eller bindningsmönster), inom vävning det mönster som visar resultatet av hur bindningen, det vill säga solvning och trampning med angiven uppknytning av tramporna ger ett givet resultat i vävstolen. 

## Bindepunkt
Bindepunkt, den punkt i en vävnad där en varptråd korsar ett inslag, antingen den går under eller över.

## Bindevarp
Bindevarp, förekommer i vävnader med fler än ett varpsystem. Med mönsterinslag på en bottenväv kan i vissa fall bindevarptrådar ingå. 
I inslagsvävnader med två varpsystem, binde- och innervarp, har bindevarpen till uppgift att väva bindningen.

## Bindningsrapport
Bindningsrapport är den minsta detaljen av ett bindningsmönster som upprepas.
Det är inte alltid så lätt att komma ihåg att inom rapporten "ta bort" den sista enheten, eftersom den utgör den första i rapporten samtidigt.

## Slingerbindning
Slingerbindning är den vävteknik där varpens trådar slingrar sig om varandra. (Gasväv.)
Slingerbindningen ger en genombruten struktur i väven, eftersom varptrådarna efter att ha slingrats återgår till sin tidigare plats. Tekniken tillämpas i Karelsk spets.